# Костюк Юрій Ілліч
Юрій Ілліч Костюк - народився 10 лютого 1977 року в Луцьку. Кандидат у Майстри спорту України з пауерліфтингу, Заслужений майстер спорту України з лижних гонок та біатлону (2001 рік, 2002 рік). Фіналіст VIII зимових Паралімпійських Ігор у Солт-Лейк-Сіті, багаторазовий чемпіон та призер чемпіонатів, кубків світу та Європи з лижних гонок і біатлону періоду 2002-2005 років. Срібний призер кубку світу - 2007 з лижних гонок, чемпіон, дворазовий срібний і бронзовий призер з біатлону та триразовий срібний і триразовий бронзовий призер з лижних гонок кубку світу 2008 року серед спортсменів-інвалідів з ураженнями опорно-рухового апарату; бронзовий призер з біатлону (довга дистанція) кубку світу 2009 року м. Сьюсьоен (Норвегія), дворазовий бронзовий призер з лижних гонок та біатлону (естафета, гонка переслідування) чемпіонату світу 2009 року у м. Вуокатті (Фінляндія). 
Нагороджений орденом "За заслуги" III ступеня (2006 рік).

## Олімпійські нагороди

### 2010
- Біатлон

### 2006
- Лижні гонки
 - Лижні гонки
 - Лижні гонки
 - Біатлон

## Мережеві посилання
- Особова справа на сайті НКСІУ [Архівовано 8 березня 2014 у Wayback Machine.]

1. ↑  Енциклопедія сучасної України — Інститут енциклопедичних досліджень НАН України, 2001. — ISBN 966-02-2075-8